# Scaphotettix redundans
Scaphotettix redundans är en insektsart som beskrevs av William Lucas Distant 1918. Scaphotettix redundans ingår i släktet Scaphotettix och familjen dvärgstritar. Inga underarter finns listade i Catalogue of Life.